# Leptaleus chaudoiri
Leptaleus chaudoiri is een keversoort uit de familie snoerhalskevers (Anthicidae). De wetenschappelijke naam van de soort is voor het eerst geldig gepubliceerd in 1846 door Kolenati.